# Чикић
Чикић је српско презиме за које се претпоставља да га носе људи из више група породица које нису у међусобном сродству. Такође се претпоставља да се бар дио припадника овога презимена у Босну доселило од Бијелог Поља у Црној Гори прије 80-их година 19. вијека. Тамо и сада има велики број муслимана који носе ово презиме, а који су вјероватно потомци потурчених Срба.
У Босни их је било, а дијелом их и сада има, у већим групацијама у селу Гашница и Подградци код Градишке. У Гашници крај Саве постоји и топоним Чикића брдо.